# 汲月院
汲月院(きゅうげついん)は岐阜県飛騨市神岡町にある曹洞宗の寺院。山号は幽洞山。本尊は釈迦如来。飛騨三十三観音霊場の12番札所である。
吉城郡の名士、牛丸氏の牛丸当義が父の菩提を弔うために梨ケ根の地蔵堂のあった故地を寺に改めて幽祠庵としたのがその濫觴と伝わる。その後修善寺の大潤宗潭を開山として、駿河国志太郡にあり廃れていた汲月院の寺名を受け継いだ。現在地へは昭和11年(1936年)に移転し、昭和61年(1986年)に本堂と庫裏を新造した。
寺には銅製の金勢大明神が祀られていることで著名である。神岡町史は鉱山関係者により奉納されたのではないかとしている。